# Roberto Dueñas
Roberto Dueñas Hernández (* 1. November 1975 in Madrid) ist ein ehemaliger spanischer Basketballspieler. Mit einer Körpergröße von 221 cm ist er der größte spanische Basketballer aller Zeiten und galt während seiner Zeit beim FC Barcelona als einer der dominantesten Center im europäischen Basketball.

## Laufbahn
Roberto Dueñas, der an Riesenwuchs aufgrund einer Fehlfunktion der Hypophyse leidet, spielte 17-jährig in der Jugend von CB Móstoles als er in einer Busstation entdeckt und zu einem Probetraining beim Zweitligisten Baloncesto Fuenlabrada eingeladen und später verpflichtet wurde. Schnell wurde sein Talent erkannt und so sicherte sich der spanische Spitzenklub FC Barcelona 1994 seine Dienste, verlieh ihn jedoch 1994/95 weiter an Fuenlabrada. In der Saison 1995/96 spielte er die meiste Zeit über für CB Cornellà, das zugleich als Farmteam für den FC Barcelona diente, debütierte jedoch am 17. Dezember 1995 in einem Spiel gegen CB Gran Canaria bereits in der Liga ACB. In der folgenden Spielzeit gehörte er bereits dem Profikader der Katalanen an, kam jedoch während des Grunddurchgangs meist von der Bank. Sein Durchbruch sollte 1997 in den Playoffs um die Meisterschaft folgen, wo er in der Finalserie gegen den Erzrivalen Real Madrid zum Schlüsselspieler aufstieg. Im entscheidenden fünften Spiel gelangen Dueñas 13 Punkte, 12 Rebounds und 2 Blocks. Dueñas wurde für seine Leistung als MVP der Finalplayoffs geehrt. Im darauffolgenden Sommer wurde der junge Spanier als 58. Pick von den Chicago Bulls gedraftet und war damit erst der dritte Spanier der von einem NBA-Team gewählt wurde. Er entschloss sich jedoch zu einem Verbleib in Europa. Während seiner zehn Jahre bei Barça sollten ihm zahlreiche Erfolge gelingen, neben dem Gewinn von sechs Meistertiteln und zwei Pokalsiegen, machte er mit seiner Mannschaft auch international auf sich aufmerksam. In der Euroleague Saison 2002/03 holte er mit dem FC Barcelona den Titel und beendete die Saison als bester Rebouder der Mannschaft, schon 1998/99 hatte Dueñas den Korać-Cup gewonnen. Dueñas bestach nicht nur durch seine Größe und Defensivstärke als Rebounder und Shotblocker, zu seinen Qualitäten zählte auch sein Passspiel und seine Übersicht. Zur Saison 2005/06 verließ er den FC Barcelona und wechselte zu Akasvayu Girona, wo er jedoch aufgrund zahlreicher Verletzungen nicht an die Leistungen vergangener Tage anschließen konnte. Im November 2006 verließ er den Klub Richtung Joventut de Badalona, wo er es jedoch nur auf 10 Einsätze brachte und zu Saisonende aufgrund chronischer Rückenbeschwerden seinen Rücktritt vom aktiven Basketball verkündete. Als Ehrung wurde seine Trikotnummer 12 bei seinem langjährigen Klub FC Barcelona gesperrt.
Nach seiner aktiven Laufbahn wechselte Roberto Dueñas in den Trainerstab vom FC Barcelona, wo er im Jugendbereich sowie als Scout tätig ist.

### Nationalmannschaft
Roberto Dueñas nahm mit Spanien an der U-22-EM 1996 teil und scheiterte erst im Finale an Litauen. Sein Debüt für die A-Nationalmannschaft feierte er am 15. Juni 1997 in einem Freundschaftsspiel gegen Griechenland. Sowohl bei der Europameisterschaft 1997 als auch bei der Weltmeisterschaft 1998 war Dueñas Teil des Spanischen Aufgebots und beendete beide Turniere auf dem fünften Platz. Seinen größten Erfolg feierte er bei der EM 1999, wo er mit seiner Mannschaft erst im Endspiel mit 56:64 an Italien scheiterte und Silber holte. Sowohl bei den Olympischen Spielen 2000 in Sydney als auch 2004 in Athen war Roberto Dueñas Teil des spanischen Kaders, ein weiterer Podiumsplatz sollte ihm aber nicht gelingen.

## Erfolge und Ehrungen
Verein
- EuroLeague (1): 2002/03
- Korać-Cup (1): 1998/99
- Spanischer Meister (6): 1995/96, 1996/97, 1998/1999, 2000/2001, 2002/2003, 2003/2004
- Spanischer Pokalsieger (2): 2000/2001, 2002/2003

Nationalmannschaft
- Europameisterschaft 1999: Silber
- U-22-Europameisterschaft 1996: Silber

Ehrungen
- MVP der Finalserie um die spanische Meisterschaft 1996/97